# Beaubec-la-Rosière
Beaubec-la-Rosière is een gemeente in het Franse departement Seine-Maritime (regio Normandië) en telt 394 inwoners (1999). De plaats maakt deel uit van het arrondissement Dieppe.

## Geografie
De oppervlakte van Beaubec-la-Rosière bedraagt 13,0 km², de bevolkingsdichtheid is 30,3 inwoners per km².
De onderstaande kaart toont de ligging van Beaubec-la-Rosière met de belangrijkste infrastructuur en aangrenzende gemeenten.

## Demografie
Onderstaande figuur toont het verloop van het inwonertal (bron: INSEE-tellingen).